# Wojciech Nowicki
Wojciech Nowicki (Białystok, 22 februari 1989) is een Poolse atleet, die gespecialiseerd is in het kogelslingeren. Hij werd driemaal Europees kampioen in deze discipline. Ook nam hij driemaal deel aan de Olympische Spelen en won daarbij één bronzen medaille en in 2021 een gouden medaille.

## Titels
- Olympisch kampioen kogelslingeren - 2021
- Europees kampioen kogelslingeren - 2018, 2022, 2024
- Pools kampioen kogelslingeren - 2017, 2018, 2020, 2022, 2023

## Persoonlijk record
Outdoor
| Onderdeel      | Prestatie | Datum           | Plaats |
| -------------- | --------- | --------------- | ------ |
| kogelslingeren | 82,52 m   | 4 augustus 2021 | Tokio  |

## Palmares

### kogelslingeren
- 2015: 5e Universiade - 75,32 m
- 2015:  WK - 78,55 m
- 2016:  EK - 77,53 m
- 2016:  OS - 77,73 m
- 2017:  Poolse kamp. - 80,47 m
- 2017:  WK - 78,03 m
- 2017:  IAAF Hammer Throw Challenge
- 2018:  Poolse kamp. - 80,26 m
- 2018:  EK - 80,12 m
- 2018:  IAAF Hammer Throw Challenge
- 2019:  WK - 77,69 m
- 2020:  Poolse kamp. - 80,28 m
- 2021:  OS - 82,52 m
- 2022:  Poolse kamp. - 80,90 m
- 2022:  WK - 81,03 m
- 2022:  EK - 82,00 m
- 2023:  Poolse kamp. - 79,96 m
- 2023:  WK - 81,02 m
- 2024:  Poolse kamp. - 75,17 m

- 2024:  EK - 80,95 m
- 2024: 7e OS - 77,42 m

Diamond League-resultaten
- 2020:  Silesia Kamila Skolimowska Memorial - 78,88 m
- 2022:  Bislett Games - 78,36 m
- 2022:  Meeting de Paris - 81,25 m
- 2022:  Silesia Kamila Skolimowska Memorial - 79,19 m
- 2023:  Bislett Games - 81,92 m
- 2023:  Silesia Kamila Skolimowska Memorial - 80,02 m
- 2024:  Meeting de Paris - 75,17 m

- World Athletics: 14941404
- Virtual International Authority File: 124144648705720957593

1900: John Flanagan ·
1904: John Flanagan ·
1908: John Flanagan ·
1912: Matt McGrath ·
1920: Patrick Ryan ·
1924: Fred Tootell ·
1928: Pat O'Callaghan ·
1932: Pat O'Callaghan ·
1936: Karl Hein ·
1948: Imre Németh ·
1952: József Csermák ·
1956: Harold Connolly ·
1960: Vasili Roedenkov ·
1964: Romuald Klim ·
1968: Gyula Zsivótzky ·
1972: Anatoli Bondartsjoek ·
1976: Joeri Sedych ·
1980: Joeri Sedych ·
1984: Juha Tiainen ·
1988: Sergej Litvinov ·
1992: Andrej Abdoevalijev ·
1996: Balázs Kiss ·
2000: Szymon Ziółkowski ·
2004: Koji Murofushi ·
2008: Primož Kozmus ·
2012: Krisztián Pars ·
2016: Dilsjod Nazarov ·
2020: Wojciech Nowicki ·
2024: Ethan Katzberg